# Ядрена безопасност
Ядрената безопасност се отнася за ядрените съоръжения, свързани с производство на електроенергия чрез използване на верижна реакция. Пример за такова съоръжение е АЕЦ Козлодуй. Ядрената централа се смята за безопасна при едновременното изпълнение на следните условия:
- радиационното въздействие на ЯЦ при всички експлоатационни състояния се поддържа по-ниско от нормативно определените дози за вътрешно и външно облъчване на персонала и населението и е на разумно достижимо ниско ниво
- авариите без стопяване на ядреното гориво не предизвикват радиационно въздействие, при което се налагат мерки за защита на населението
- авариите със стопяване на ядрено гориво, водещи до ранни или големи радиоактивни изхвърляния в околната среда, са практически изключени, а другите тежки аварии (които са практически изключени) имат само ограничено радиационно въздействие

От световната ядрена общност са разработени общи принципи за осигуряване на безопасността на ЯЦ. Те са универсални за всички видове ядрени реактори.

## Общи положения, свързани с безопасността
При проектиране и експлоатация на ядрена централа и при изпълнение на всички съпътстващи дейности се предприемат мерки за:
- контрол на радиационното облъчване на човека и на изхвърлянето на радиоактивни вещества в околната среда
- ограничаване честотата на появяване на събития, които могат да доведат до загуба на контрол на активната зона и на ядрената верижна реакция на делене
- намаляване на последствията от такива събития, ако те се случат

Общите принципи за осигуряване безопасността на ядрена централа се уточняват и допълват от резултатите от експлоатационния опит и анализа на авариите (анализ на авариите на АЕЦ „Три Майл Айланд“, „Фукушима“ и „Чернобил“). Те се съдържат както в националната нормативна документация, така и в международната нормативно-регламентираща документация. От MAAE и Международната консултативна група по ядрена безопасност към нея (INSAG), са разработени редица препоръчителни документи, определящи общите подходи и принципи за осигуряване на безопасността.

## Принцип за защита
Сред основните принципи на безопасността особено място заема принципът на защита в дълбочина или концепцията на дълбоко ешелонирана защита. Той предполага създаване на редица последователни нива на защита от вероятни откази на техническите средства и грешки на персонала. Основава на използване на:
- система от физически бариери по пътя на разпространение на йонизиращите лъчения и радиоактивните вещества в околната среда
- система от технически и организационни мерки за защита на бариерите и запазване на тяхната ефективност
- система мерки за защита на населението и на околната среда в случай на разрушаване на бариерите

## Физически бариери пред разпространението на радиоактивни продукти на деление
Принципът на защита в дълбочина обхващане само оборудването и инженерно-техническите системи, влияещи на безопасността на АЕЦ, но също така и човешката дейност (организация на експлоатацията, административен контрол, подготовка и атестиране на персонала). Системата от физически бариери на всеки енергиен блок на АЕЦ обхваща: ядреното гориво, обвивката му, границите на система първи контур и границите на херметичната обвивка.

### Ядрено гориво
Ядреното гориво е първата бариера пред разпространението на радиоактивни материали. Тя осигурява задържане на по-голямата част от радиоактивните продукти на делене вътре в горивната матрица с изключение на тази част от тях, която е в газообразна форма. При нормална работа UO2 задържа 98% от продуктите на деленето, само 1 – 2% от тях, като Kr, Xe, I, не се задържат. Критериите за цялостност на горивния елемент като бариера са изразени с необходимостта от поддържане на зададен температурен режим (максималната температура на горивото трябва да бъде по-ниска от температурата на топене) и предотвратяване на механичното и корозионно въздействие на обвивката над допустимите граници.

### Обвивки на ядреното гориво
Обвивката на ядреното гориво е втората бариера пред разпространението на радиоактивните материали. Тя служи да осигури херметичност и здравина при всякакви нормални и аварийни въздействия в течение на дългогодишния жизнен цикъл (в активната зона и при съхранение на отработеното ядрено гориво) и радиационна устойчивост при продължително облъчване. Подложена е на радиационно окрехкостяване при облъчване с бързи неутрони, корозионно и силово въздействие от страна топлоносителя и горивото като е изключен пряк контакт между тях.

### Система първи контур
Система първи контур е третата бариера пред разпространението на радиоактивните материали.

### Система на защитна обвивка на реактора
Система на защитната обвивка на реактора е последната бариера пред разпространение на радиоактивните материали.
При аварийни ситуации със загуба на топлоносител от първи контур изключително важна роля играе четвъртата бариера – защитната обвивка, която е и локализираща система за безопасност. Основни ѝ функции са:
- да издържа повишеното налягане вътре в защитната обвивка при аварии със загуба на топлоносител
- да ограничава отделящата се при аварии със загуба на топлоносител енергия чрез взаимодействие със Системата за аварийно охлаждане на зоната (САОЗ) с цел предотвратяване повишаването на налягането над допустимите граници
- да ограничава разпространението на радиоактивни вещества по време и след аварии със загуба на топлоносител
- да намалява налягането и температурата в защитната обвивка след аварии със загуба на топлоносител

Системата за аварийно охлаждане на зоната охлажда активната зона, а специални системи (вентилационни, спринклерни) отвеждат енергията от защитната обвивка (или я натрупват), намалявайки температурата и налягането.

## Обосноваване на безопасността в аварийна ситуация

### Вътрешни събития в ЯЕЦ
- увеличаване на топлоотвеждането от първи контур
- намаляване на топлоотвеждането от първи контур
- намаляване разхода на топлоносителя в първи контур
- изменение на реактивността и разпределението на енергоотделянето
- увеличаване на количеството топлоносител в първи контур
- загуба на топлоносител от първи контур
- радиоактивни изхвърляния
- загуба на топлоносител от втори контур
- загуба на електрозахранване
- нарушения при работа с гориво
- лъжливо сработване на системи
- пожари

### Външни събития в ЯЕЦ
- сеизмични въздействия
- ударни вълни
- наводнения
- загуба на охлаждаща вода
- падане на самолет
- торнадо

## Методи за анализ на безопасността

### Детерминистичен подход
Детерминистичен анализ на безопасността включва неутронни, термохидравлични, радиологични и якостни пресмятания.

### Вероятностен подход
Вероятностен анализ, с който се определят систематично всички фактори, които имат съществен принос към безопасността и оценката на радиационния риск за населението и околната среда.

### Комбиниран подход
Това е подход при който се комбинират вероятностните и детерминистичните анализи.